# Rusów
Rusów (ukr. Русів) – wieś na Ukrainie na terenie rejonu włodzimierskiego w obwodzie wołyńskim, liczy 130 mieszkańców.
W Rusowie urodził się Mykoła Pławjuk, ukraiński publicysta i polityk nacjonalistyczny, w latach 1989–1992 prezydent Ukraińskiej Republiki Ludowej na emigracji.